# Magnolia × soulangeana
Magnolia × soulangeana, la magnolia de Soulange, o magnolia tulípera es una especie híbrida de la familia de las Magnolias. 

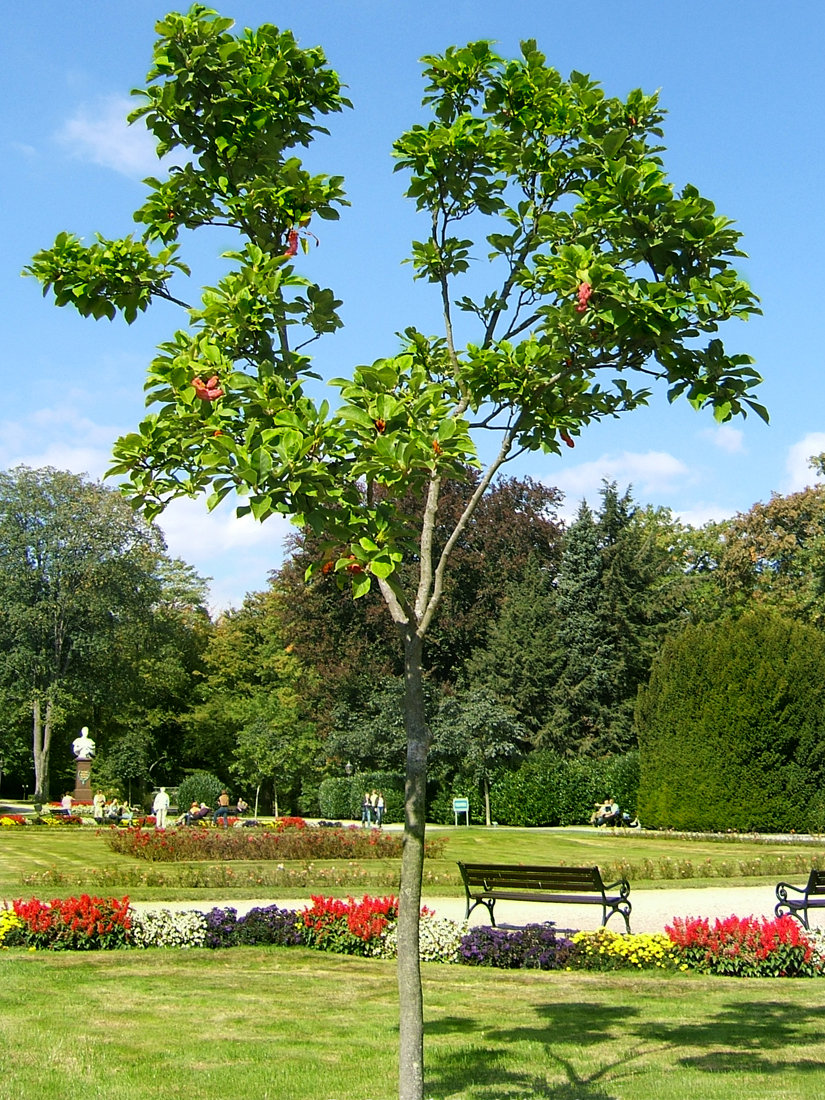
Vista del árbol.

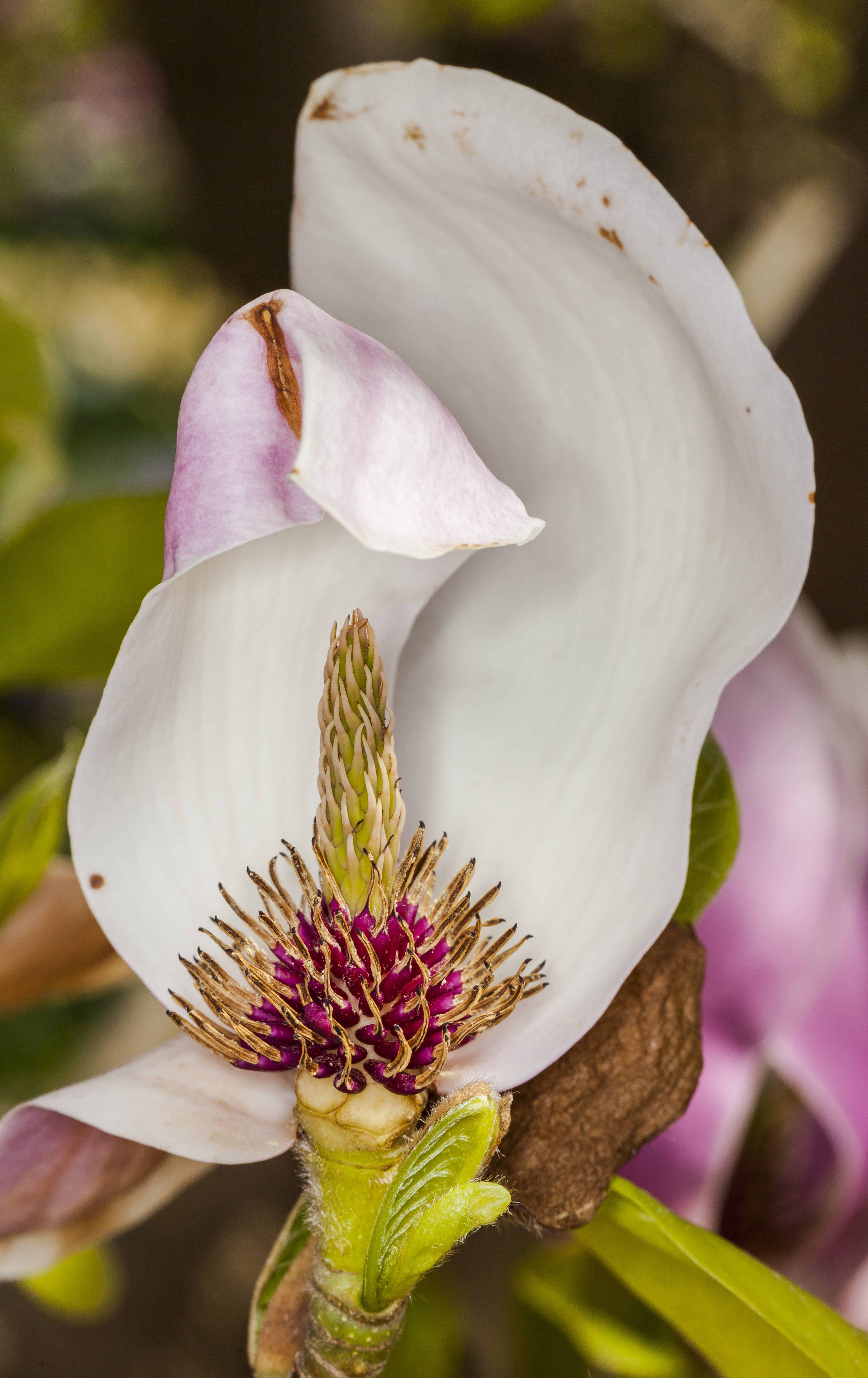
Detalle de una Magnolia × soulangeana Speciosa.

## Descripción
Obtenida por cruce entre M. denudata y M. lilifolia, es un árbol de hasta 6 m de altura o un arbusto que puede alcanzar los 5 m de altura, sus hojas caducas son elípticas y anchas con nervadura mediana. De floración temprana, sus grandes flores blanquecinas poseen veladuras de color rosado más intenso hacia la base, aparecen antes que las hojas por lo que corren el riesgo de helarse en climas fríos.
Este híbrido, que se obtuvo por primera vez en Francia, lleva el nombre del caballero que lo cultivó, Soulange-Bodin. Existen algunas variedades de él frecuentemente utilizadas en jardinería. De entre ellas se destacan:
- Alba (o alba superba), con flores de un blanco puro.
- Alexandrina, con flores precoces, blanquecinas y rosadas en la base.
- Lennei, con flores profundamente carmesíes o rosadas y blancas en el interior.
- Norbertiana, con grandes flores blancas y un llamativo follaje púrpura.
- Rubra, flores rosado-rojizas.
- Speciosa, de flores blancas interiormente y rosado-purpúreas en el exterior, es de floración más tardía que el resto de la especie y de flores más pequeñas y duraderas.

## Taxonomía
Magnolia soulangeana fue descrito por Étienne Soulange-Bodin Soulaire y publicado en Mémoires de la Société Linnéenne de Paris, précédés de son histoire 1826: 269. 1827.
Etimología
Magnolia: nombre genérico otorgado en honor de Pierre Magnol, botánico de Montpellier (Francia).
soulangeana: epíteto otorgado en honor del caballero que lo cultivó, Soulange-Bodin.
Sinonimia
- Magnolia × brozzonii Millais
- Magnolia conspicua var. alexandrina Loudon
- Magnolia conspicua var. citriodora Loudon
- Magnolia conspicua var. soulangeana (Soul.-Bod.) Loudon
- Magnolia conspicua var. speciosa Loudon
- Magnolia lene Pepin
- Magnolia × lenneana (Lem.) Koehne
- Magnolia × lennei Van Houtte
- Magnolia obovata var. soulangeana (Soul.-Bod.) S.
- Magnolia × soulangeana var. brozzinii auct.
- Magnolia speciosa Van Geel
- Magnolia yulan var. soulangeana (Soul.-Bod.) Lindl.
- Yulania × lenneana Lem.
- Yulania × soulangeana (Soul.-Bod.) D.L.Fu[3][4]